# Campagne d'attentats anarchistes de 1888-1889
La campagne d'attentats anarchistes de 1888-1889 désigne une série d'actes de propagande par le fait commis par des anarchistes en France entre août 1888 et juin 1889. Les attentats et tentatives, de l'ordre d'une dizaine, s'attaquent à des bureaux de placement et des commissariats. Elle précède l'Ère des attentats (1892-1894). 
À la fin des années 1880, la situation sociale compliquée en France et le maintien des bureaux de placement, des agences censées aider les chômeurs à trouver un emploi mais en réalité proches des intérêts du patronat, pousse un certain nombre d'anarchistes à entreprendre des actions terroristes visant les bureaux de placement. L'ensemble des attentats ne fait qu'un blessé, étant donné que la plupart sont faits au milieu de la nuit, quand les lieux visés ne sont pas fréquentés.  
Les autorités françaises soupçonnent un nombre important d'anarchistes, qui sont perquisitionnés et arrêtés, mais les responsables précis de cette campagne restent inconnus. La pratique des bureaux de placement disparaît progressivement, à la fois car en posséder un est devenu dangereux et parce que les autorités commencent à les remettre en cause. 

## Histoire

### Contexte
Au XIXe siècle, l'anarchisme naît et se constitue en Europe avant de se propager. Les anarchistes défendent la lutte contre toutes formes de domination perçues comme injustes, en premier lieu la domination économique, avec le développement du capitalisme. Ils sont particulièrement opposés à l'État, vu comme l'organisation permettant d'entériner un bon nombre de ces dominations au travers de sa police, son armée et sa propagande.
À la fin des années 1870, les anarchistes développent la stratégie de la propagande par le fait, visant à transmettre les idées anarchistes par l'action directement, sans passer par le discours, et entraîner la Révolution par des actions incitant le peuple à se révolter. Des figures de l'anarchisme développent cette stratégie amplement, comme Pierre Kropotkine, Errico Malatesta, Andrea Costa ou encore Carlo Cafiero. En 1879, elle est adoptée par le congrès de la Fédération jurassienne de La Chaux-de-Fonds, en 1880, elle est discutée à Vevey lors d'une réunion qui produit une « Charte de la propagande par le fait » ; adoptée l'année suivante par le premier congrès exclusivement anarchiste en France, le congrès de Paris, en mai 1881. Elle reçoit une nouvelle centralité au Congrès international de Londres, en juillet 1881. En 1881, le premier attentat de telle nature, l'attentat de Saint-Germain-en-Laye, échoue à détruire la statue d'Adolphe Thiers qu'il visait. Les attentats anarchistes se poursuivent dans les années qui suivent et la pratique se généralise progressivement en France - aidée par l'arrivée de nouveaux explosifs, comme la dynamite - l'un des grands soutiens de cette pratique est l'anarchiste Johann Most.
Par ailleurs, la situation sociale des années 1880 est très compliquée pour une partie importante de la population française, qui vit dans une grande pauvreté. Au cœur du marché du travail de la période se trouvent les bureaux de placement ; des agences privées chargées de trouver du travail aux chômeurs. En théorie, ce système doit garantir un accès « méritocratique » aux emplois - en pratique, les bureaux de placement sont proches du patronat français et des concurrents aux syndicats en cours de naissance - ils favorisent aussi la surveillance des travailleurs par les entreprises ou l'État. Les bureaux de placement sont donc très mal vus par les travailleurs en France - d'autant plus qu'ils sont dépassés par les évolutions du travail de la deuxième révolution industrielle.
Depuis 1886, les socialistes proposent de passer par l'action légale pour supprimer les bureaux de placement - par exemple en faisant des pétitions. Cette situation déplaît fortement aux ouvriers, qui se sentent lésés, et qui en viennent à se rapprocher de l'anarchisme et de la propagande par le fait.

### Campagne d'attentats anarchistes de 1888-1889

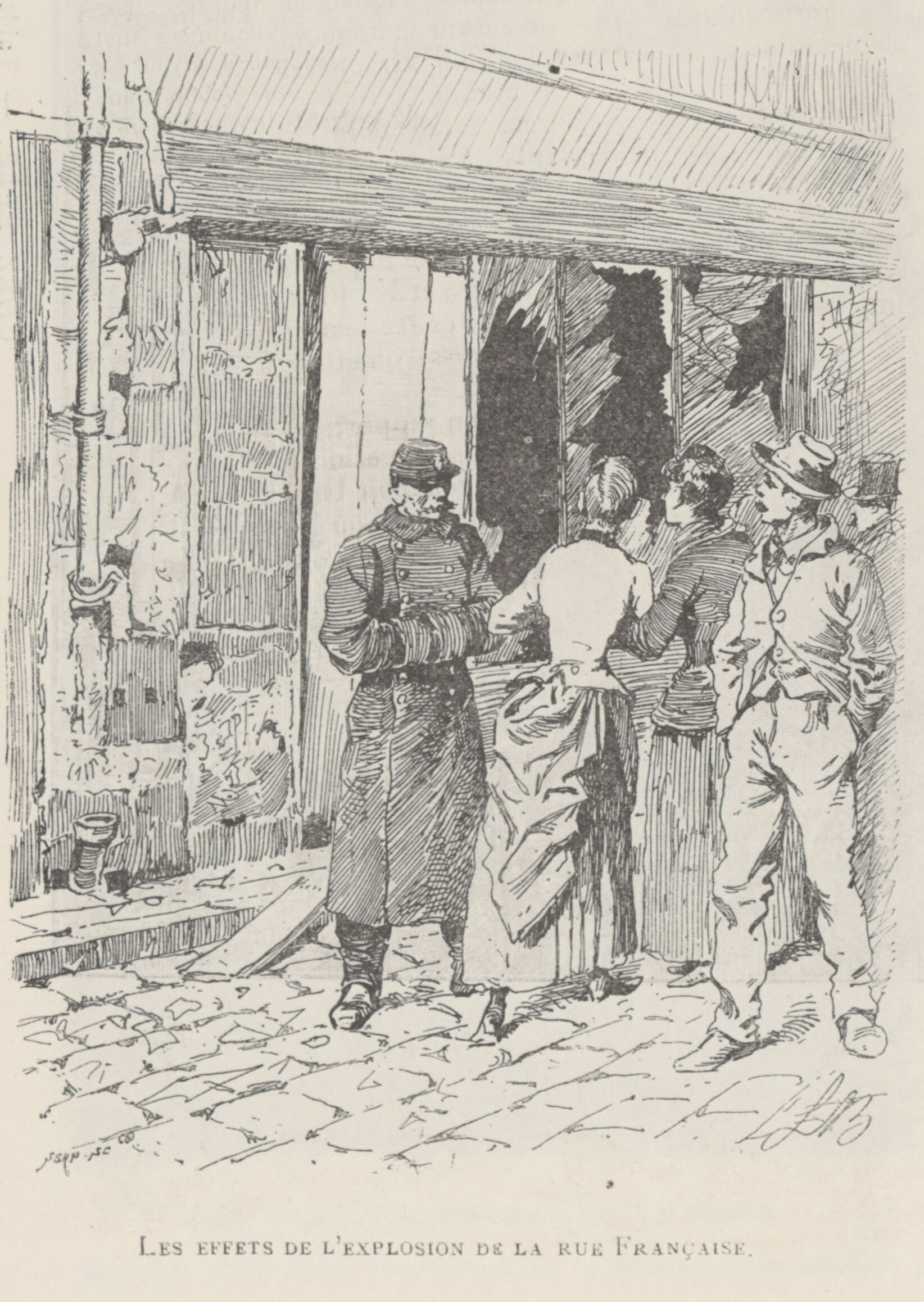
Suite des attentats du 7 novembre 1888 dans Le Monde illustré, ici celui de la rue Française

Le 24 août 1888, le bureau de placement situé au 7 rue Chénier, à Paris, est visé par un pétard, posé sur une marche de l'escalier menant au bureau - il est alors à peu près minuit. Il explose, fait bouger quelques pierres, mais ne touche pas le bâtiment.
Le 7 octobre 1888, le même bureau est visé par une bombe placée vers 2h du matin. Celle-ci explose environ dix minutes plus tard et est composée de plomb, de zinc et d'antimoine. Elle ne détruit pas le bureau, mais provoque un bruit important et fait exploser les fenêtres de la rue.
Un mois plus tard exactement, le 7 novembre 1888, deux bureaux de placement de garçons limonadiers sont visés ; tous les deux vers 1h du matin. L'attentat rue Française fait exploser le bureau situé au rez-de-chaussée - un policier qui fait sa ronde de garde est blessé à l'œil par les éclats de vitre. L'autre, qui se déroule rue Boucher, vise la porte du directeur du bureau ; et explose l'intérieur de l'édifice. Dans les deux cas, la dynamite semble avoir été utilisée.
Dans la nuit du 21 au 22 novembre 1888, le commissariat de la Chaussée d'Antin est visé par une attaque similaire, mais la cartouche de dynamite n'explose pas et le secrétaire de police la voit sous la porte quand il arrive le lendemain matin au commissariat - à neuf heures. La police multiplie les perquisitions pendant cette période, sans succès. 
Le 5 décembre 1888, un attentat est déjoué rue Saint-Denis contre un bureau de placement « des garçons d’office et des filles de salle ». 
Le 21 décembre 1888, une petite bombe est posée dans une cave sous les bureaux du commissariat de la rue de la Perle. Elle ne produit qu'une petite explosion et les dégâts sont sans importance. 
Le 12 mars 1889, une bombe est jetée dans le sous-sol du commissariat de la rue de la Ceriseraie - un policier descend et voit la bombe, ce qui permet d'éviter l'explosion. 
Le dernier attentat de cette période se déroule le 3 juin 1889, lorsqu'une cartouche de dynamite explose dans la nuit au commissariat sans faire de dégâts.

### Suites et auteurs
Les autorités françaises font des recherches conséquentes pour essayer de trouver les coupables - mais n'y parviennent pas. Jean Grave, lui-même une figure importante du mouvement anarchiste de cette période, écrit plus tard à ce propos:
« Vers 1888, une violente campagne fut menée contre les bureaux de placement [...]. Il y eut des bombes placées dans quelques-uns des offices d'exploitation. À la vérité, elles firent plus de bruit que de mal, mais elles jetèrent la terreur. Un de ceux qui se distinguèrent le plus dans cette campagne fut un nommé Souday, qui disparut peu après du mouvement. »
Quelques mois plus tard, lorsque la police française perquisitionne Placide Schouppe, elle le soupçonne d'avoir été l'un des auteurs de la campagne, sans suites. Selon Vivien Bouhey, il s'agirait d'une campagne entreprise par certains anarchistes qui auraient été coordonnés et donc pas d'actes entièrement isolés ou sans liens entre eux.

### Résultats
Étant donné que posséder un bureau de placement devient risqué, dès 1889, la pratique des bureaux de placement recule - dès 1890, les autorisations d'en ouvrir de nouveaux sont accordées par les autorités avec plus de parcimonie, et ils disparaissent progressivement.